# Ludovico Calini

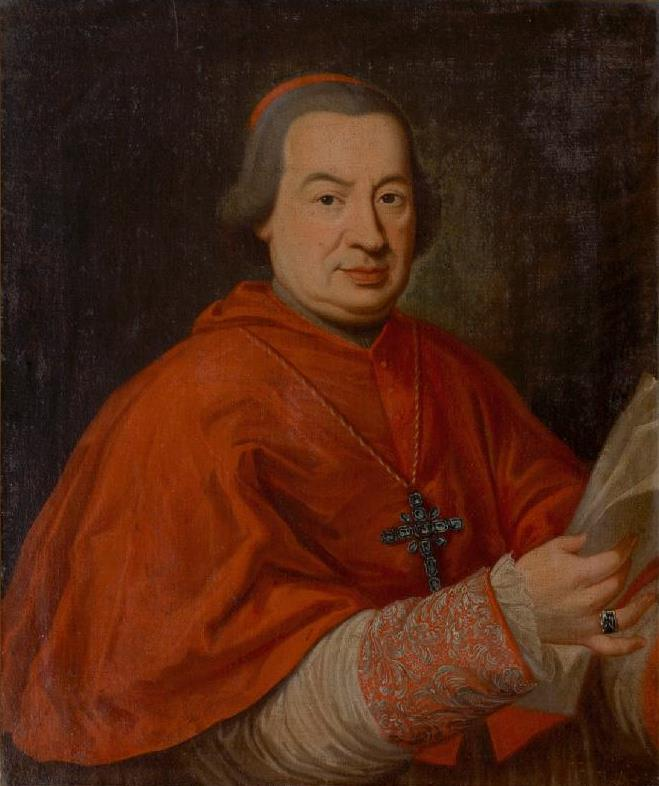
Ludovico Kardinal Calini (Ölgemälde der Bologneser Schule, 18. Jhd.)

Ludovico Calini, auch Lodovico Calini oder Ludovico Calino (* 9. Januar 1696 in Calino, heute zu Cazzago San Martino; † 9. Dezember 1782 in Brescia) war ein italienischer Geistlicher, Bischof und Kardinal der Römischen Kirche.

## Leben

### Herkunft und frühe Jahre
Er war das fünfte von acht Kindern des Grafen Vincenzo Calini und dessen Ehefrau Teodora Gonzaga Martinengo. Getauft wurde er am 18. Januar 1696 in der Kirche von Calino. Seine erste Bildung erfuhr er in Brescia, da er für den geistlichen Stand bestimmt war, zog er nach Rom und studierte dort ab 1721 an der Akademie für den kirchlichen Adel, die er am 5. Juni 1725 mit dem akademischen Grad eines Doctor iuris utriusque abschloss. Bereits 1717 war er zum Diakon geweiht worden und in das Kathedralkapitel von Brescia aufgenommen worden.
Die Priesterweihe empfing Ludovico Calini am 17. Dezember 1718. Er war ein bekannter Redner, so veröffentlichte er eine 1720 gehaltene Rede auf die Kardinalserhebung von Francisco Barbadico. 1727 ernannte ihn der neu erwählte Bischof von Brescia Angelo Maria Quirini OSBCas zum synodalen Examinator und Bauaufseher für die Errichtung der neuen Kathedrale.

### Wirken als Bischof und Kardinal
Am 11. September 1730 wurde Ludovico Calini zum Bischof von Crema ernannt. Die Bischofsweihe spendete ihm am 21. September desselben Jahres in der römischen Kirche San Marco der Bischof von Brescia, Kardinal Angelo Maria Quirini; Mitkonsekratoren waren Erzbischof Antonio Maria Pallavicini und Erzbischof Giustino Fontanini. Er berief 1737 eine Diözesansynode ein, deren Beschlüsse unter dem Titel Synodus diocesana Cremensis habita ab ill.mo et r.mo L.C. … in Cathedrali Cremae die 29 Aprilis et duobus sequentibus anno 1737 im selben Jahr in Brescia veröffentlicht wurden. Von 1732 bis zu seinem Rücktritt 1751 war er in die controversia di Crema verwickelt, in der es um die Frage ging, ob es dem Kirchenvolk nach göttlichem Recht zustand, während der Messe die Kommunion zu empfangen. Diese Kontroverse bewegte zu jener Zeit die gesamte kirchliche Öffentlichkeit Italiens. Wegen einer heftigen Auseinandersetzung mit der Familie Griffani verließ Ludovico Calini die Diözese und ging nach Rom, wo er am 27. Januar 1751 seinen Rücktritt einreichte. Am 1. Februar desselben Jahres ernannte der Papst ihn daraufhin zum Lateinischen Patriarchen von Antiochia. Er war ein enger Berater von Papst Clemens XIII. und teilte dessen wohlwollende Einstellung zu den Jesuiten, dies machte ihn allerdings zum Ziel von Anfeindungen in mehreren Flugschriften der Gegner der Gesellschaft Jesu.
Im Konsistorium vom 26. September 1766 erhob ihn Clemens XIII. zur Kardinalswürde und ernannte ihn zum Kardinalpriester. Den Kardinalshut erhielt er am 30. September und die Titelkirche Sant’Anastasia am 1. Dezember desselben Jahres. Er war unter anderem Mitglied der Ritenkongregation und von Oktober 1767 bis zu seinem Tod Präfekt der Kongregation für Ablässe und die heiligen Reliquien. Ludovico Calini nahm am Konklave 1769 teil, das in die Wahl von Clemens XIV. mündete. Er stellte sich gegen diese Wahl und spielte unter dem Pontifikat Clemens’ XIV. keine kirchenpolitische Rolle. Am 4. März 1771 optierte er zur Titelkirche Santo Stefano al Monte Celio. Vom 28. Februar 1774 bis zum 29. Januar 1776 war er Kämmerer des Heiligen Kardinalskollegiums. Beim Konklave 1774–1775, das Papst Pius VI. wählte, war er unter den Teilnehmern. Als Mitglied der Ritenkongregation sprach er sich am 20. Januar 1777 in der Kongregation gegen eine Seligsprechung von Juan de Palafox y Mendoza, Bischof von Osma, aus. Sein Votum erregte große Aufmerksamkeit und trug maßgeblich dazu bei, dass der Prozess, der dem spanischen Königshof ungemein wichtig war, abgebrochen wurde. Kardinal Calini untersuchte insbesondere den Brief von Palafox an Papst Innozenz X., der sich gegen die Gesellschaft Jesu richtete, und stellte hierbei den heroischen Tugendgrad von Palafox in Frage, da dieser widerwärtige Verleumdungen gegen die Jesuiten verbreitet hatte.

### Letzte Jahre und Tod
Im Jahr 1780 zog sich Ludovico Calini nach Brescia zurück, nachdem er am 1. April desselben Jahres eine Unterredung mit Pius VI. hatte, in der Calini den Papst dazu drängte, die Jesuiten wieder zuzulassen oder zumindest deren Reorganisation in Russland nicht zu behindern, wie es die bourbonischen Mächte verlangten. Er wies darauf hin, dass die Gesellschaft Jesu aufgrund der Machenschaften von vier oder fünf Geistlichen ungerechtfertigt zerschlagen worden sei, und trug weiter vor, dass die Auflösung auf Wahnvorstellungen von Clemens XIV. beruht hätte. Der Papst gab dem Kardinal die Zusage, dass er hierfür alles in seiner Möglichkeiten stehende tun würde.
Ludovico Calini starb zwei Jahre später in Brescia und wurde in der dortigen Kirche Santi Faustino e Giovita beigesetzt.